# Psychoda alternata
Psychoda alternata é uma espécie de mosca pertencente ao género Psychoda da família Psychodidae.